# Ochrilidia nubica
Ochrilidia nubica är en insektsart som först beskrevs av Werner 1913.  Ochrilidia nubica ingår i släktet Ochrilidia och familjen gräshoppor. Inga underarter finns listade i Catalogue of Life.